# Trogloconcha lozoueti
Trogloconcha lozoueti is een slakkensoort uit de familie van de Larocheidae. De wetenschappelijke naam van de soort is voor het eerst geldig gepubliceerd in 2008 door Geiger.